# Хорхе Вальє
Хорхе Вальє Рабінад (ісп. Jorge Valle Rabinad; народився 15 травня 1976 у м. Сарагоса, Іспанія) — іспанський хокеїст, лівий нападник. 
Виступав за «Анже», ХК «Хака» (ІХС).
У складі національної збірної Іспанії учасник чемпіонатів світу 1997 (група D), 2001 (дивізіон II), 2004 (дивізіон II), 2005 (дивізіон II) і 2010 (дивізіон II). У складі молодіжної збірної Іспанії учасник чемпіонату світу 1993 (група С). У складі юніорської збірної Іспанії учасник чемпіонатів світу 1991 (група B), 1992 (група B) і 1993 (група B).
Чемпіон Іспанії (2001, 2003, 2004, 2005, 2010). Володар Кубка Короля (2001, 2002, 2003, 2006).
Переможець чемпіонату світу 2010 (дивізіон II, група А);